# Clay Aiken
Clayton Holmes "Clay" Aiken (sinh Clayton Holmes Grissom; ngày 30 tháng 11 năm 1978) là một ca sĩ người Mỹ, nhân vật truyền hình, diễn viên, ứng cử viên chính trị và nhà hoạt động. Aiken đã hoàn thành vị trí thứ hai trong mùa thứ hai của American Idol vào năm 2003, và album đầu tay của ông, Measure of a Man, đã trở thành đĩa bạch kim. Ông đã phát hành thêm bốn album trên nhãn RCA, Merry Christmas with Love (2004), A Thousand Different Ways (2006), Christmas EP All is Well (2006), và On My Way Here (2008). Kể từ đó, ông đã phát hành thêm hai album, cả hai với Decca Records: Tried and True (2010) and Steadfast (2012). Aiken cũng đã có mười một tour du lịch để hỗ trợ các album của mình. Tổng cộng, ông đã bán được hơn 5 triệu album và là cựu sinh viên American Idol bán chạy thứ tư.
Aiken đồng viết một cuốn hồi ký bán chạy nhất năm 2004, Learning to Sing. Năm 2004, ông cũng có một chương trình đặc biệt Giáng sinh trên truyền hình, A Clay Aiken Christmas. Trong phần lớn năm 2008, anh xuất hiện trên sân khấu Broadway trong vở hài kịch âm nhạc Spamalot, trong vai Sir Robin. Năm 2010, ông đã tổ chức chương trình Tried & True Live! đặc biệt của PBS. Ông cũng đã có rất nhiều vai khách mời và khách mời trong các chương trình truyền hình. Năm 2012, ông thi đấu trong phần năm của The Celebrity Apprentice, đứng thứ hai tại Hội trường Arsenio.
Với Diane Bubel, Aiken đã tạo ra Quỹ Bubel/Aiken vào năm 2003, sau này được đổi tên thành Dự án Bao gồm Quốc gia. Năm 2004, ông trở thành đại sứ của UNICEF, một vị trí ông giữ đến năm 2013 khi ông từ bỏ để tranh cử vào Quốc hội. Ông đã đi du lịch rộng rãi trong vai trò này. Năm 2006, ông được bổ nhiệm nhiệm kỳ hai năm vào Ủy ban Tổng thống về Người khuyết tật trí tuệ.
Vào năm 2014, Aiken đã ứng cử vào Hạ viện Hoa Kỳ tại khu vực quốc hội thứ 2 Bắc Carolina. Ông đã giành chiến thắng trong bầu cử sơ cấp Dân chủ, nhưng thua Renee Ellmer đương nhiệm của đảng Cộng hòa trong tổng tuyển cử.